# Assise (siège)
Pour les articles homonymes, voir Assise.
 (février 2023).
Une assise est, en termes d'ameublement, la partie horizontale d'un siège sur laquelle on s'assoit. 
Pour plus de confort, l'assise peut être munie d'une « galette », nom donné à un coussin, généralement assez fin et amovible, rempli de bourre (paille, zostère, kapok, crin, ouate de coton, de chanvre ou de laine, de duvet, de mousse de polyuréthane où d'autres matériaux) et recouvert d'une housse. La galette est le plus souvent simplement posée sur le siège ou attachée à l'assise avec des lanières. Les galettes en polyuréthane, plus fermes et résistantes sont parfois fixées à la colle ou avec des clous tapissiers sur la carcasse du siège. 
L'assise rembourrée, fixe, plus élaborée et confortable, est indissociable de la structure du siège sur laquelle elle est sanglée et cloutée. La bourre est enveloppée et maintenue par une étoffe, elle même garni d'un textile solide, voire d'une tapisserie. Le cloutage peut être laissé apparent comme élément d'ornementation. Sur des meubles de style il est généralement dissimulé par un galon de passementerie. Les assises rembourrées peuvent également être capitonnées avec ou sans pose de bouton.

## Galerie

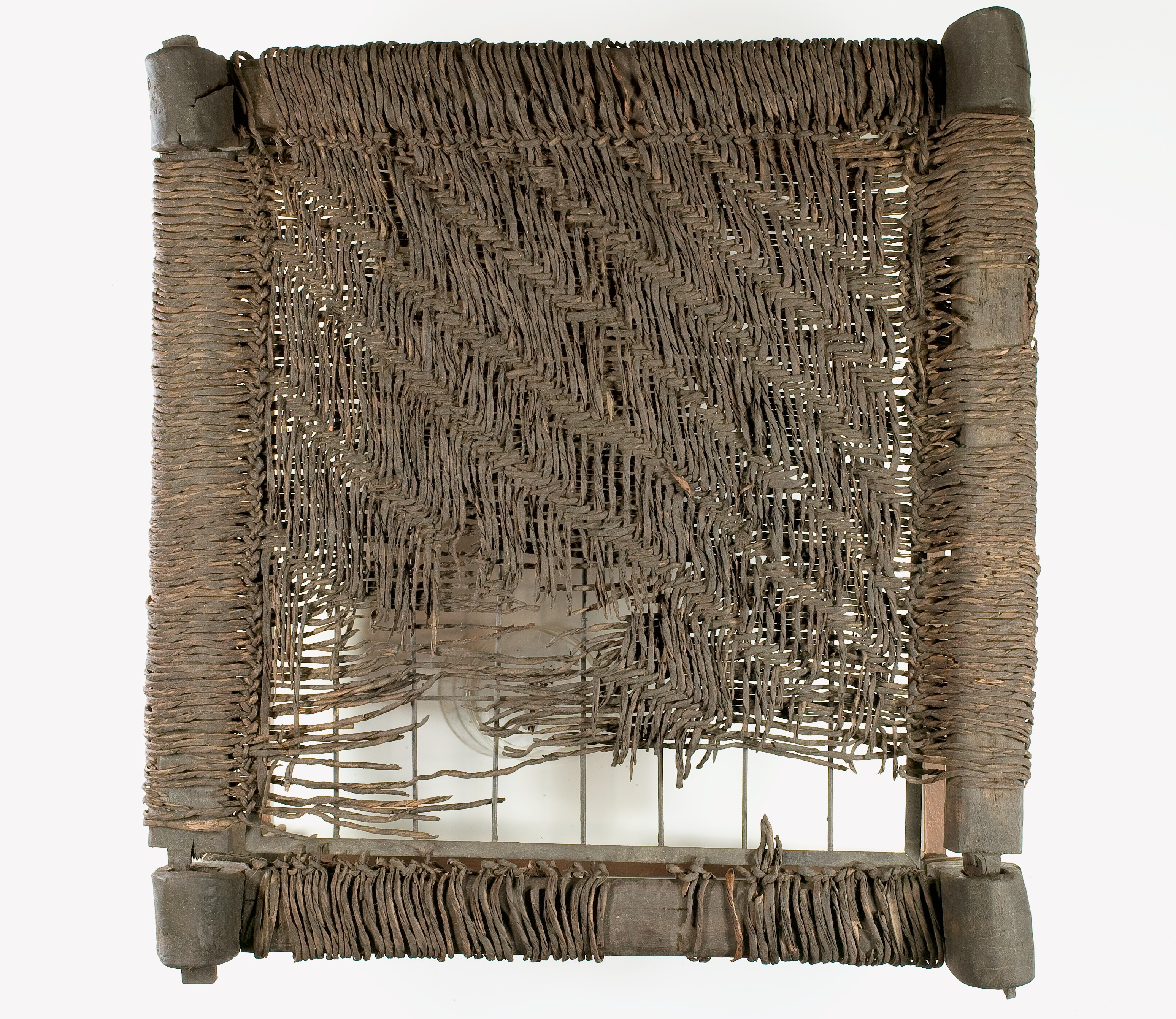
Assise tissée d'un siège bas, Égypte antique.
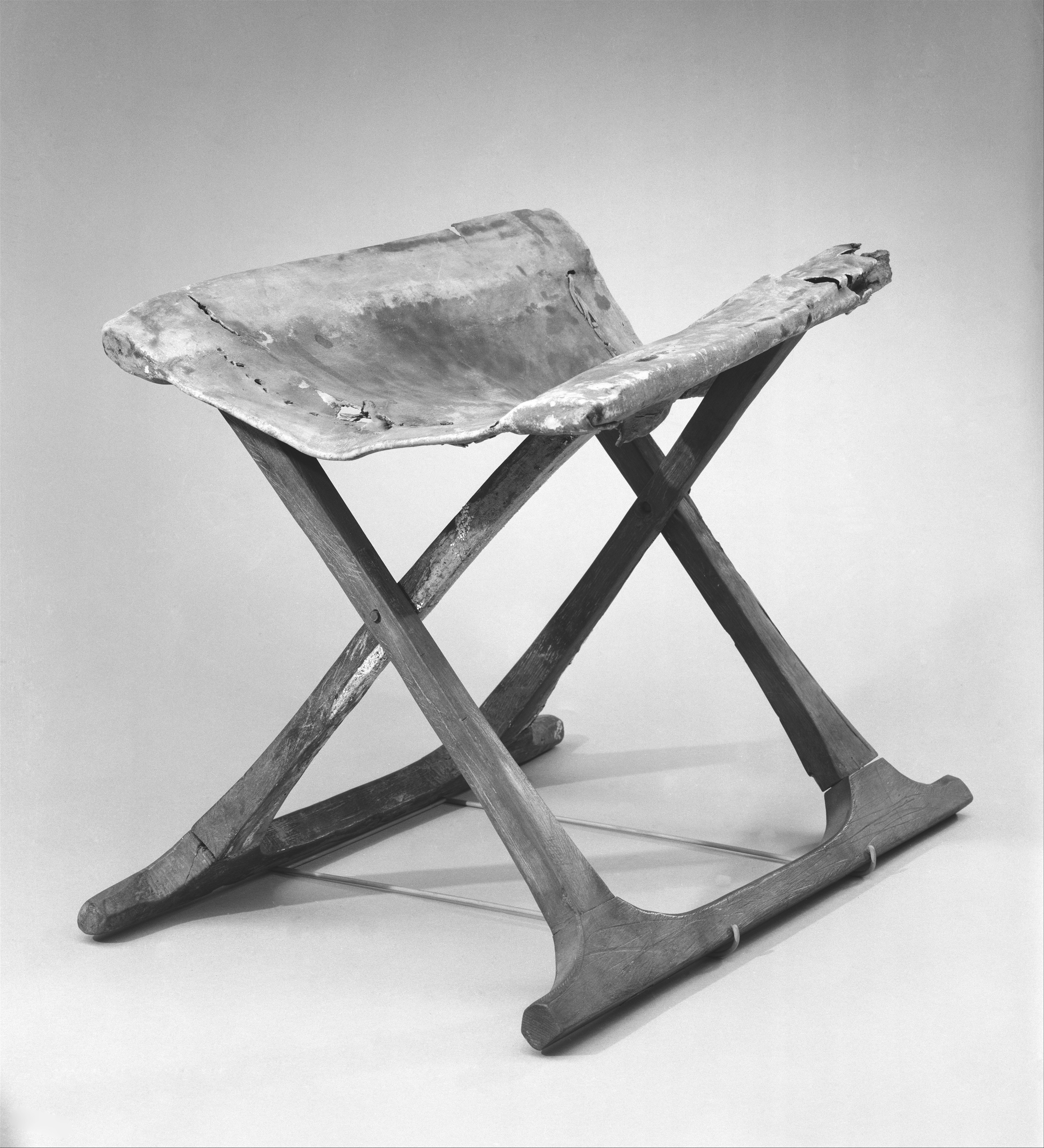
Siège pliant avec assise en cuir, Égypte antique.
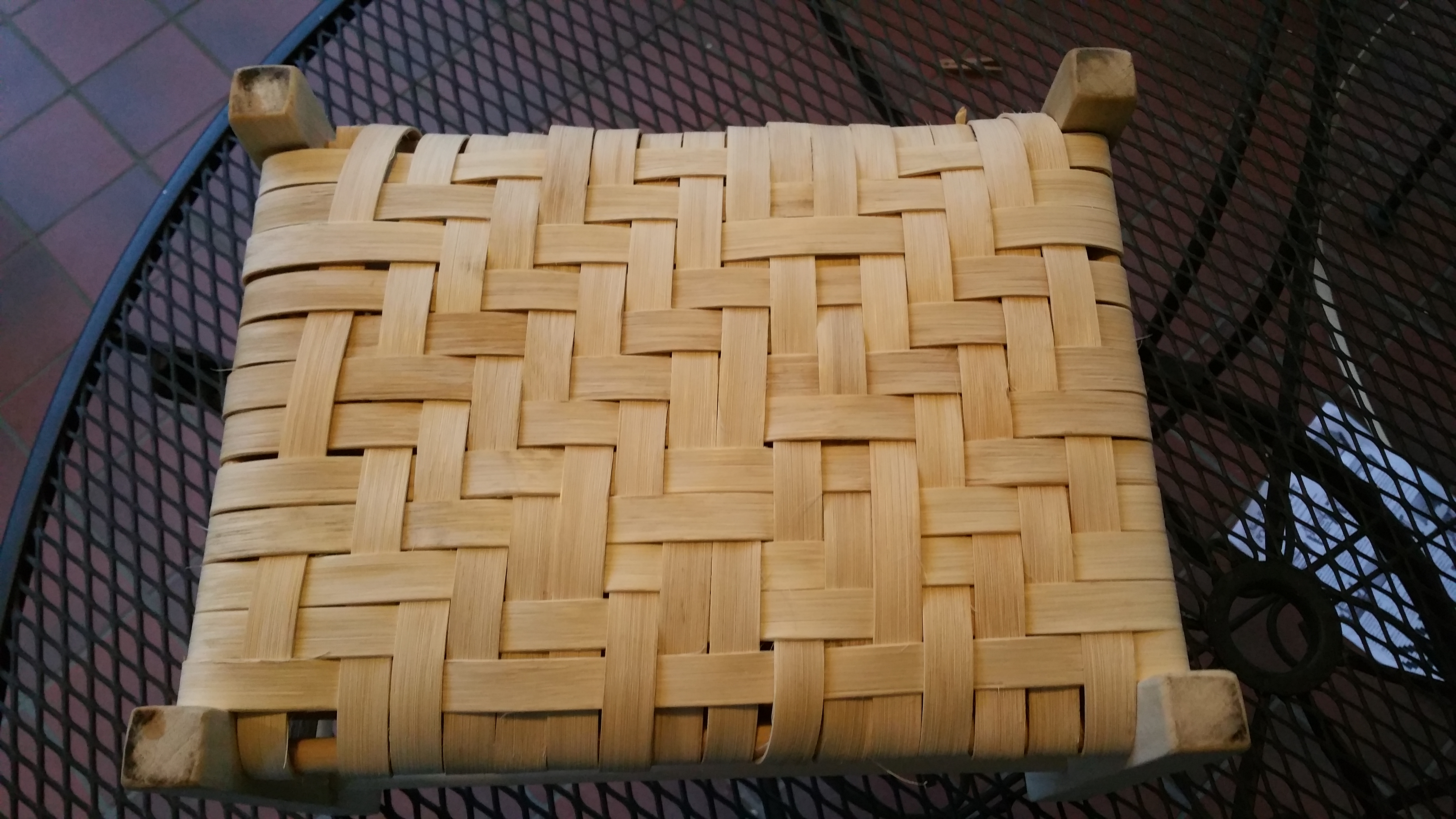
Assise d'un tabouret.
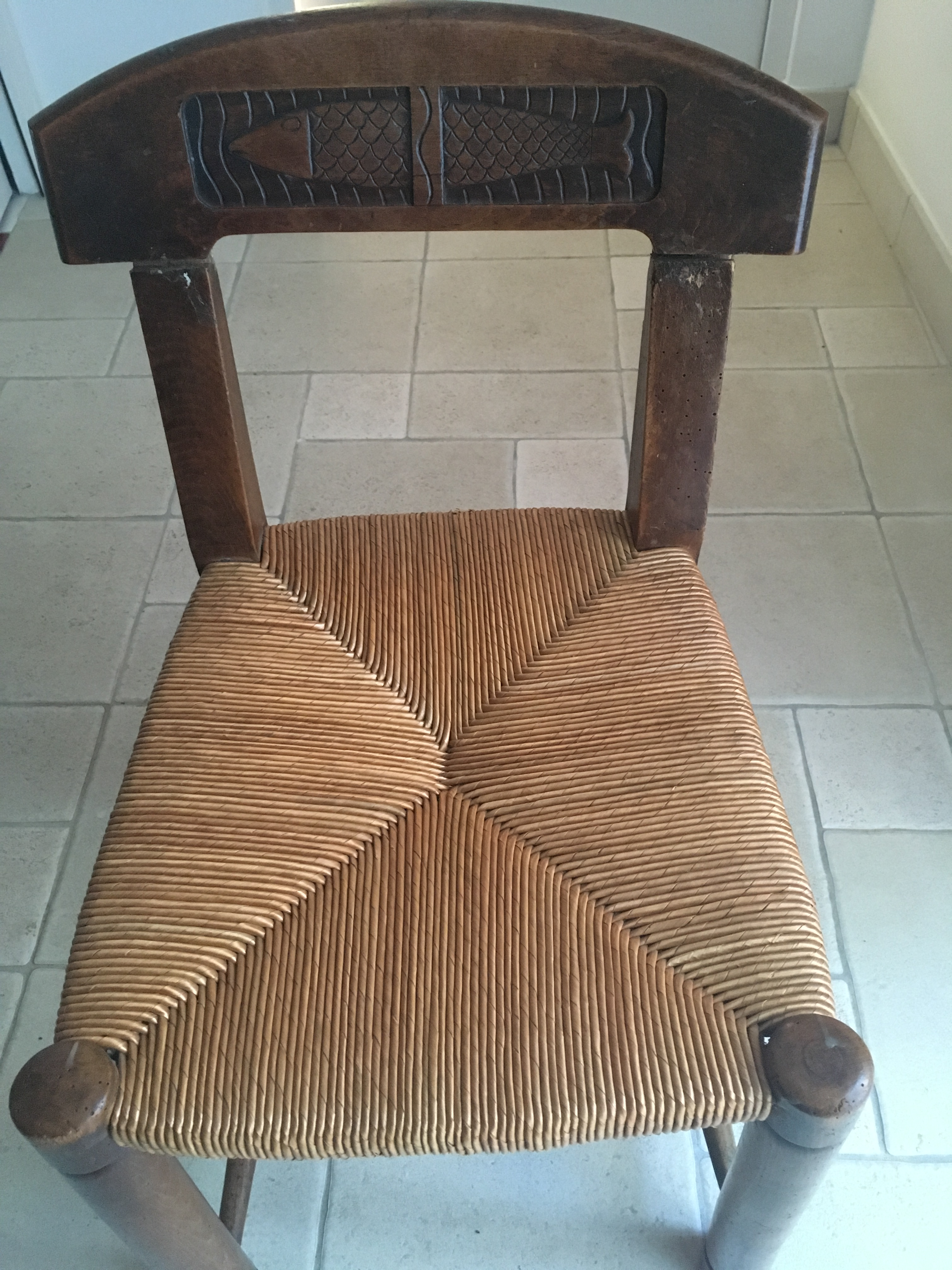
Assise paillée d'une chaise de bois.
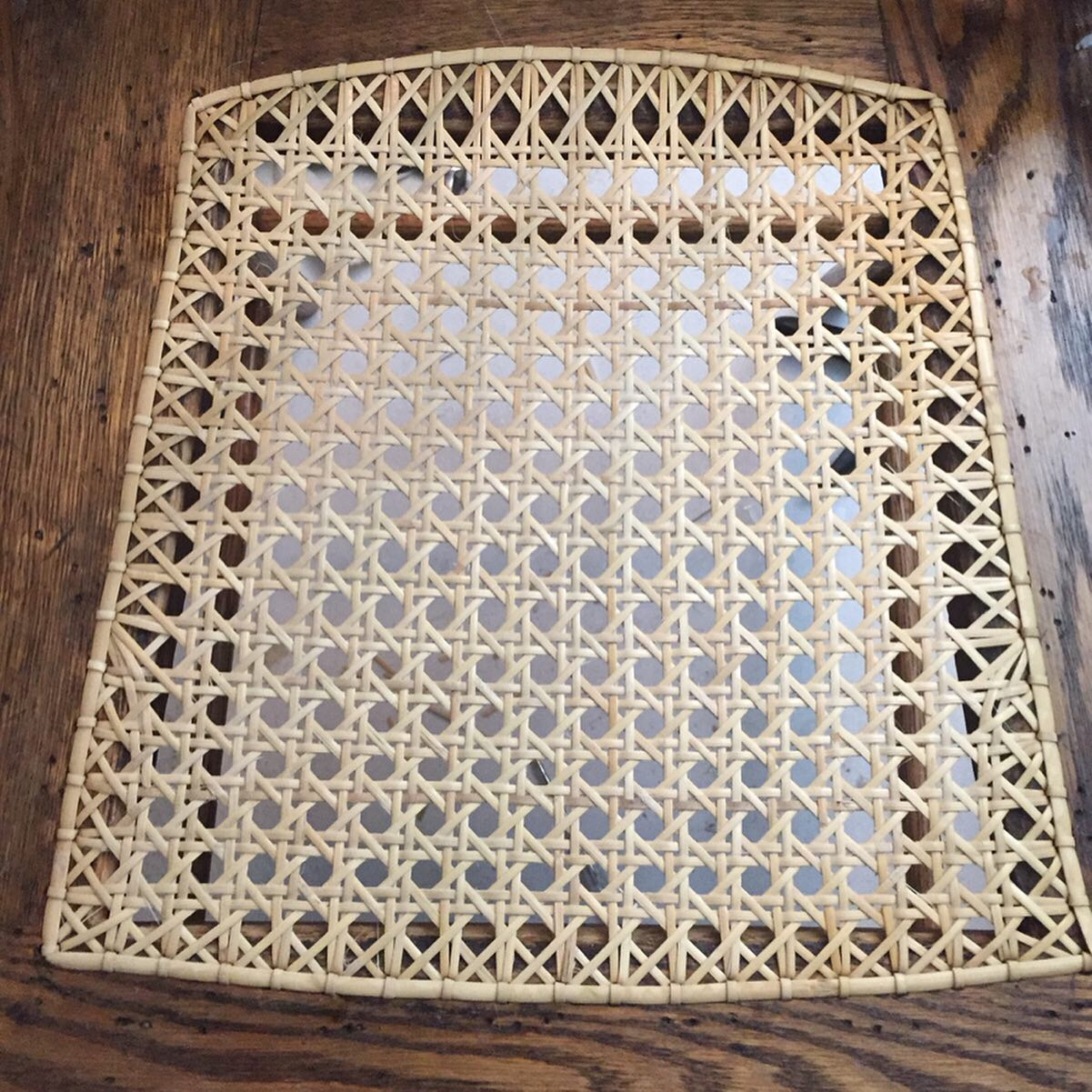
Assise d'une chaise de bois garnie d'un cannage de lanières de rotin.
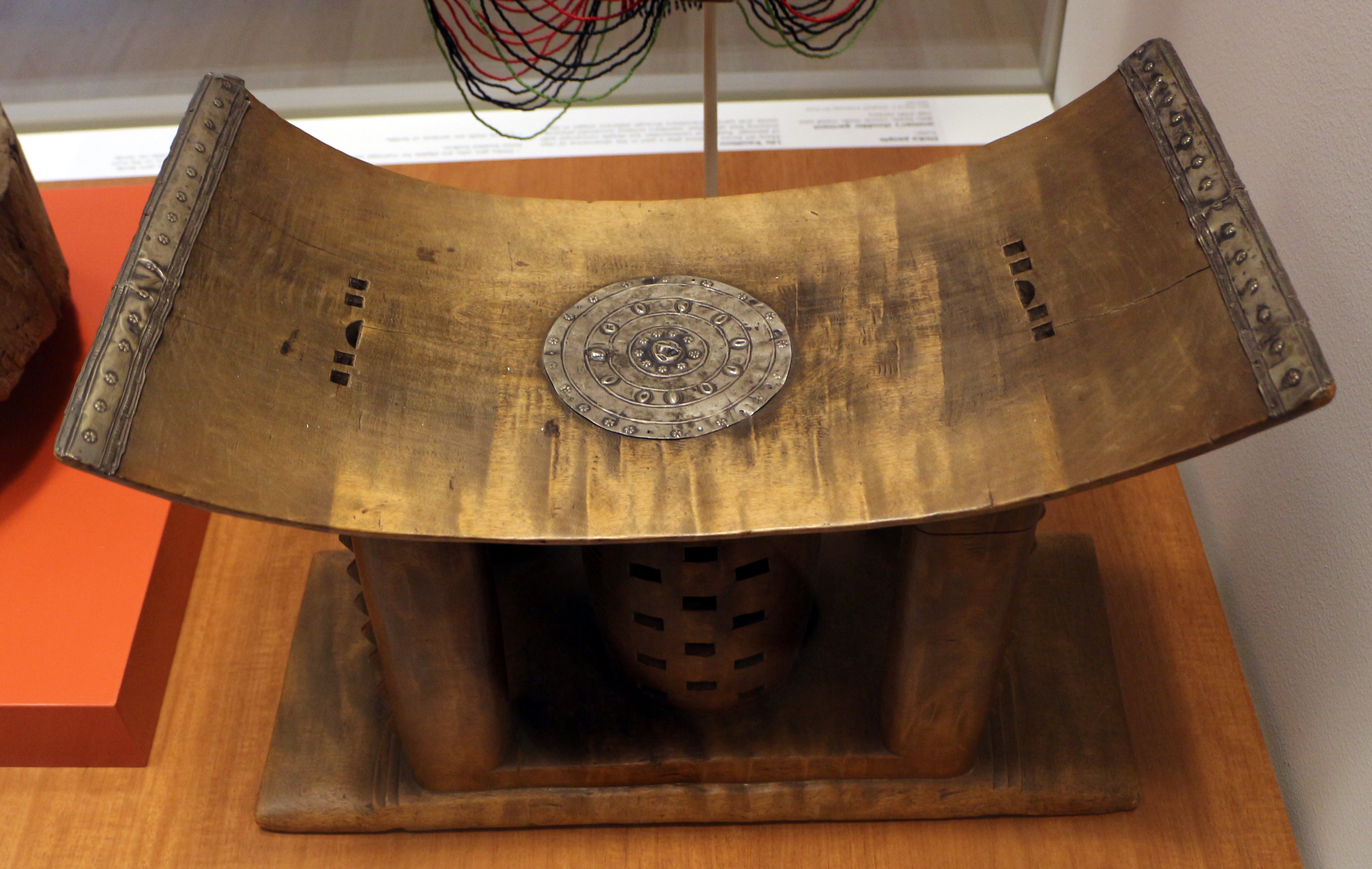
Siège avec assise en bois, Ghana, vers 1950.
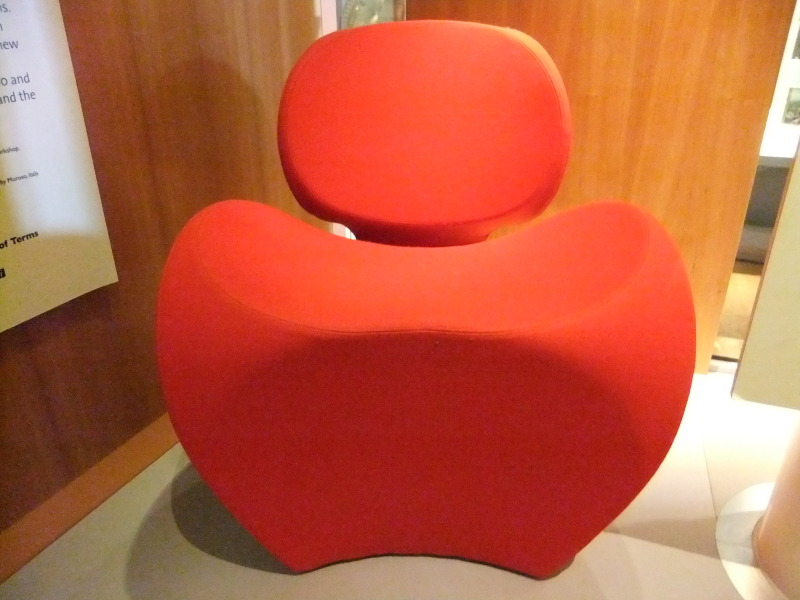
Assise en mousse de polyuréthane d'un siège contemporain, Italie, 1991
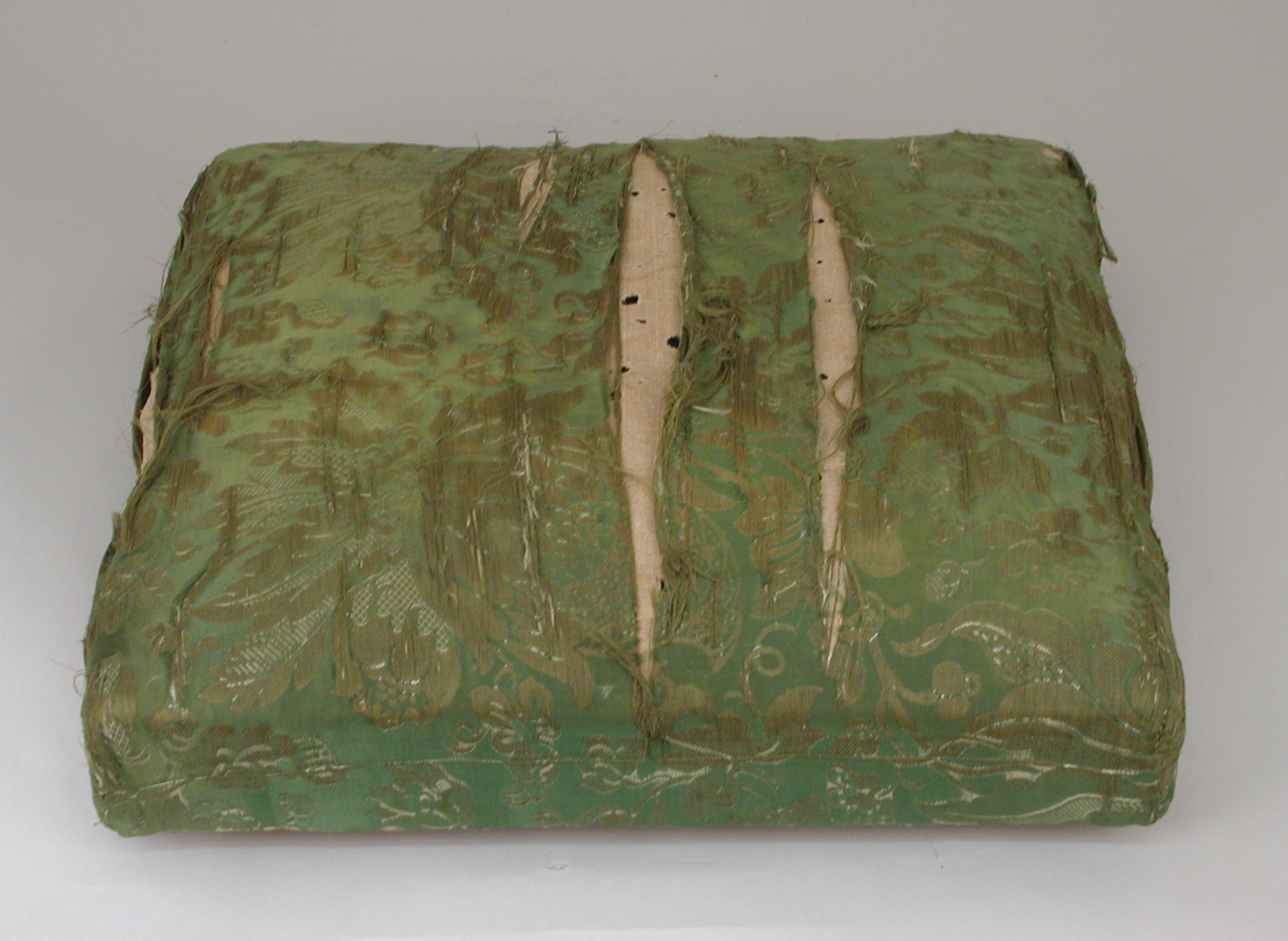
Galette de tabouret recouverte de lampas, Allemagne, vers 1805-1810.
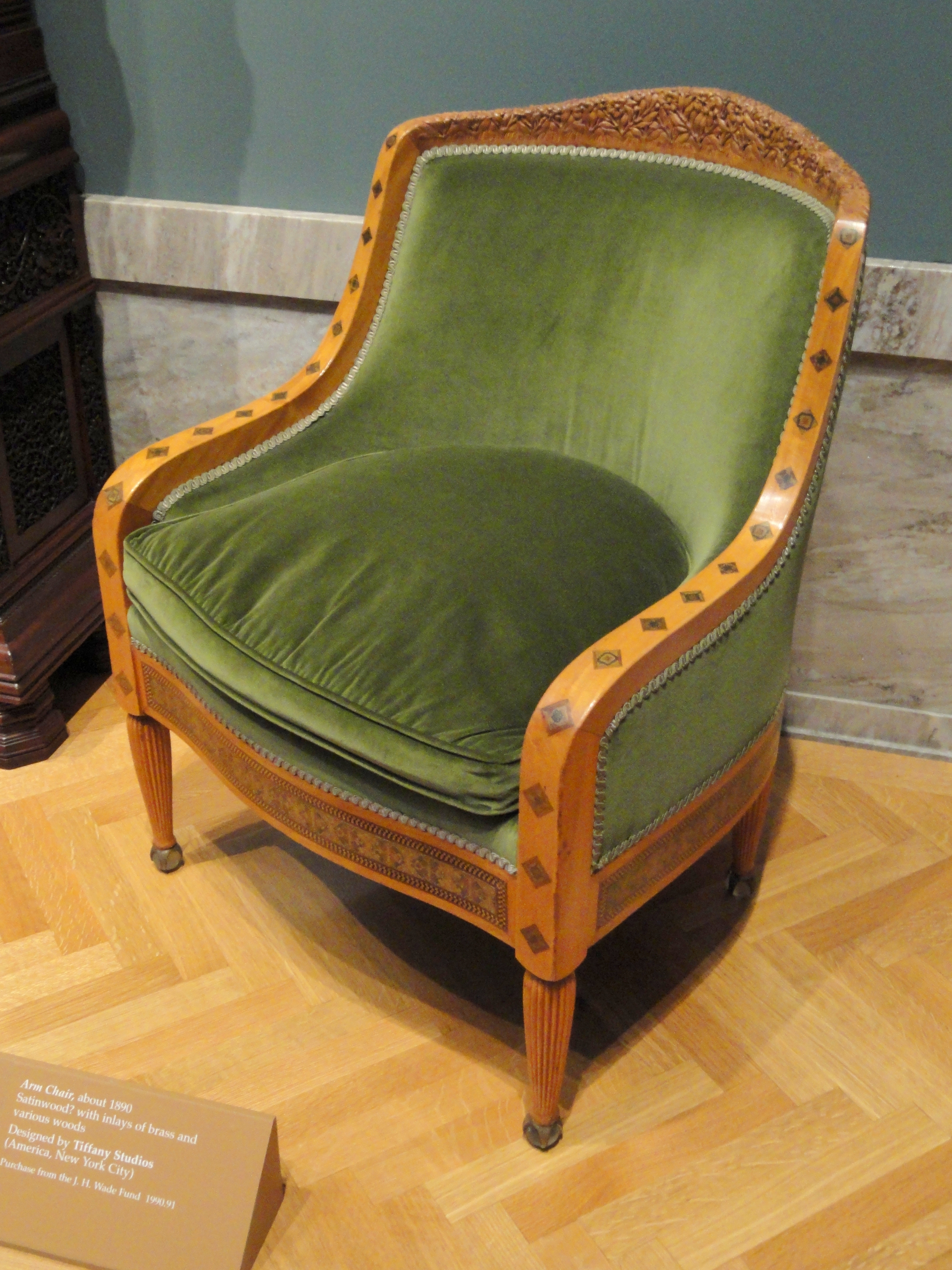
Galette de fauteuil recouverte de velours sur un fauteuil légèrement rembourré, clous dissimulés par un galon, États-Unis, vers 1890.
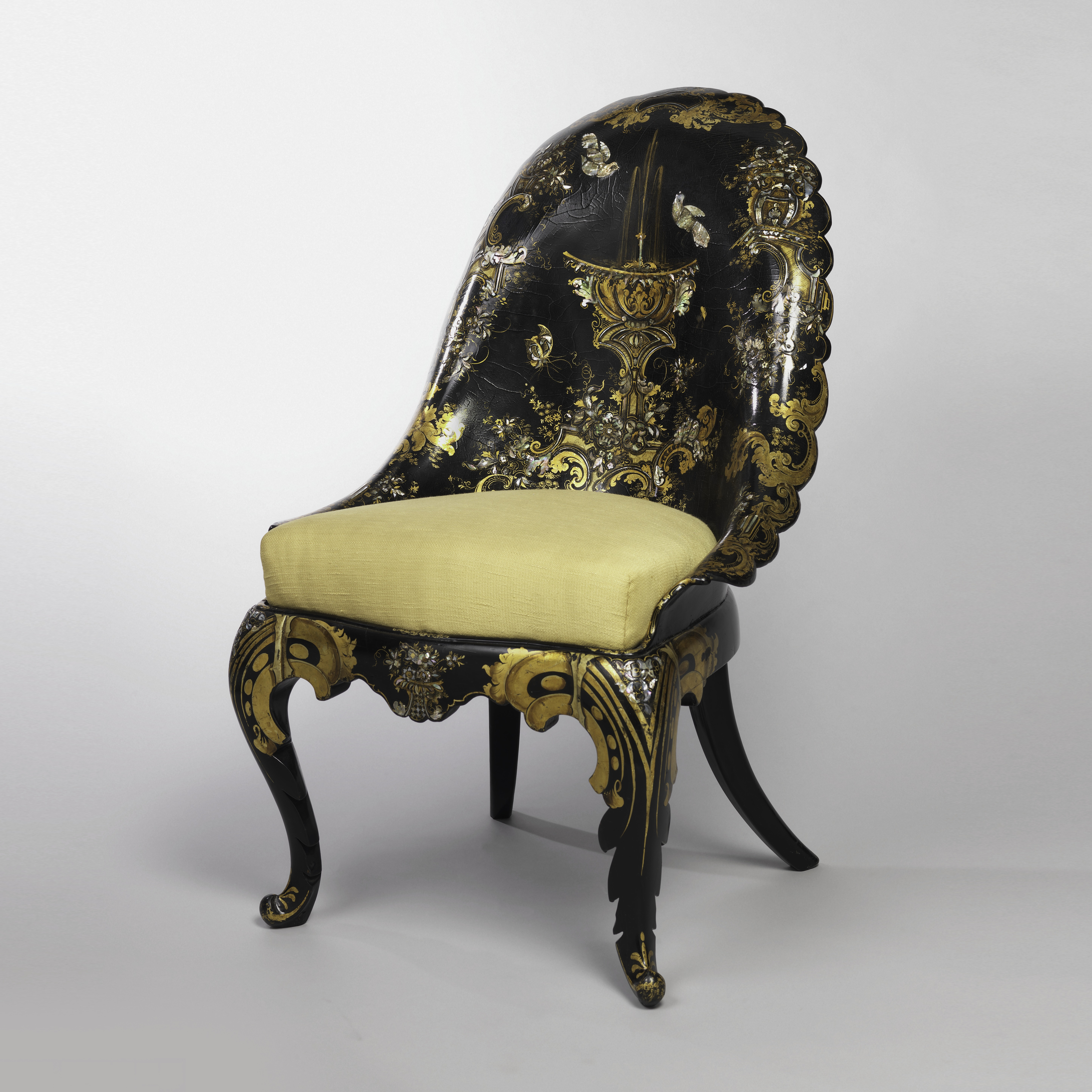
Galette d'assise sur une chaise en papier mâché, England, 1844.
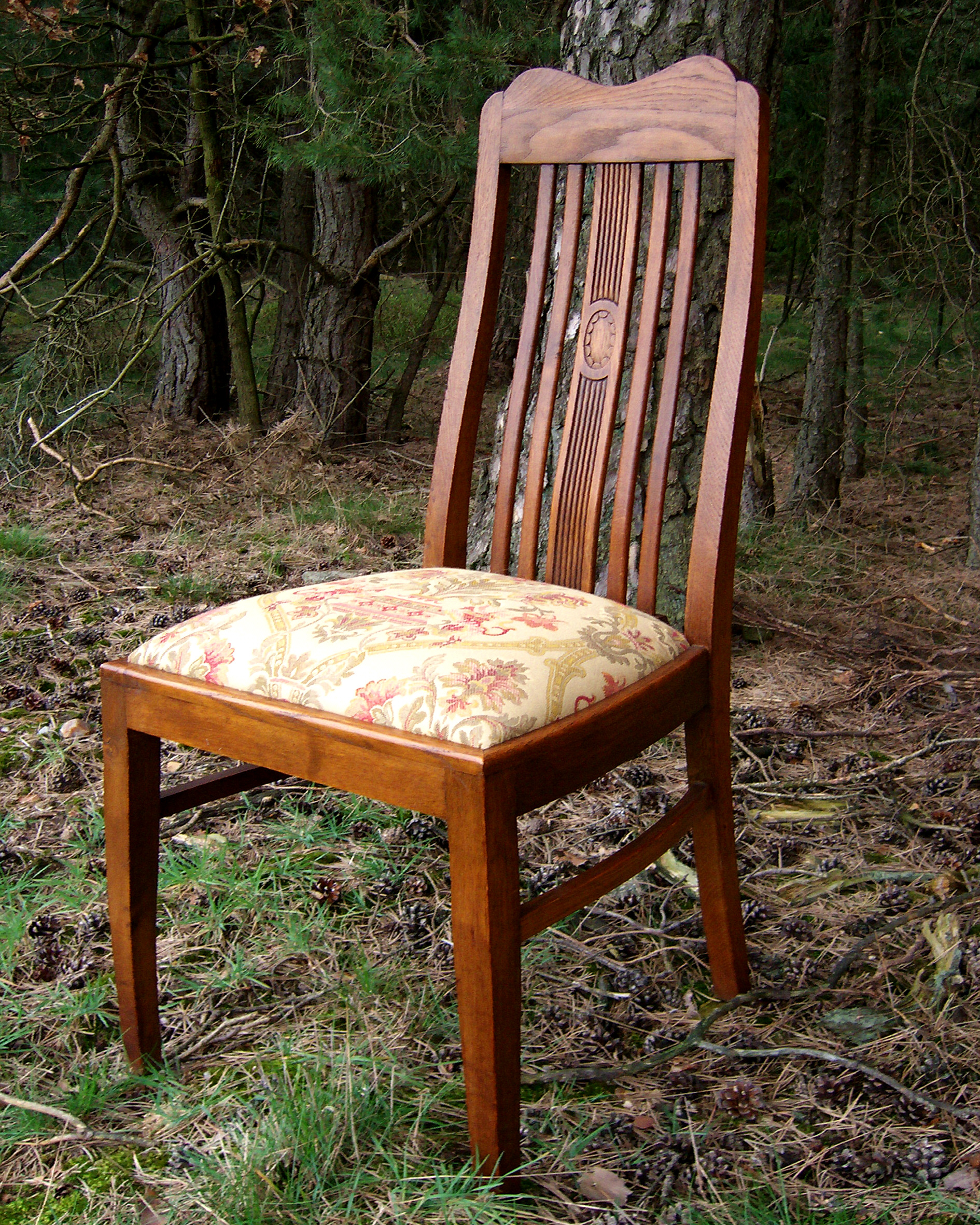
Galette d'assise amovible sur une chaise en bois, Allemagne, 1939.
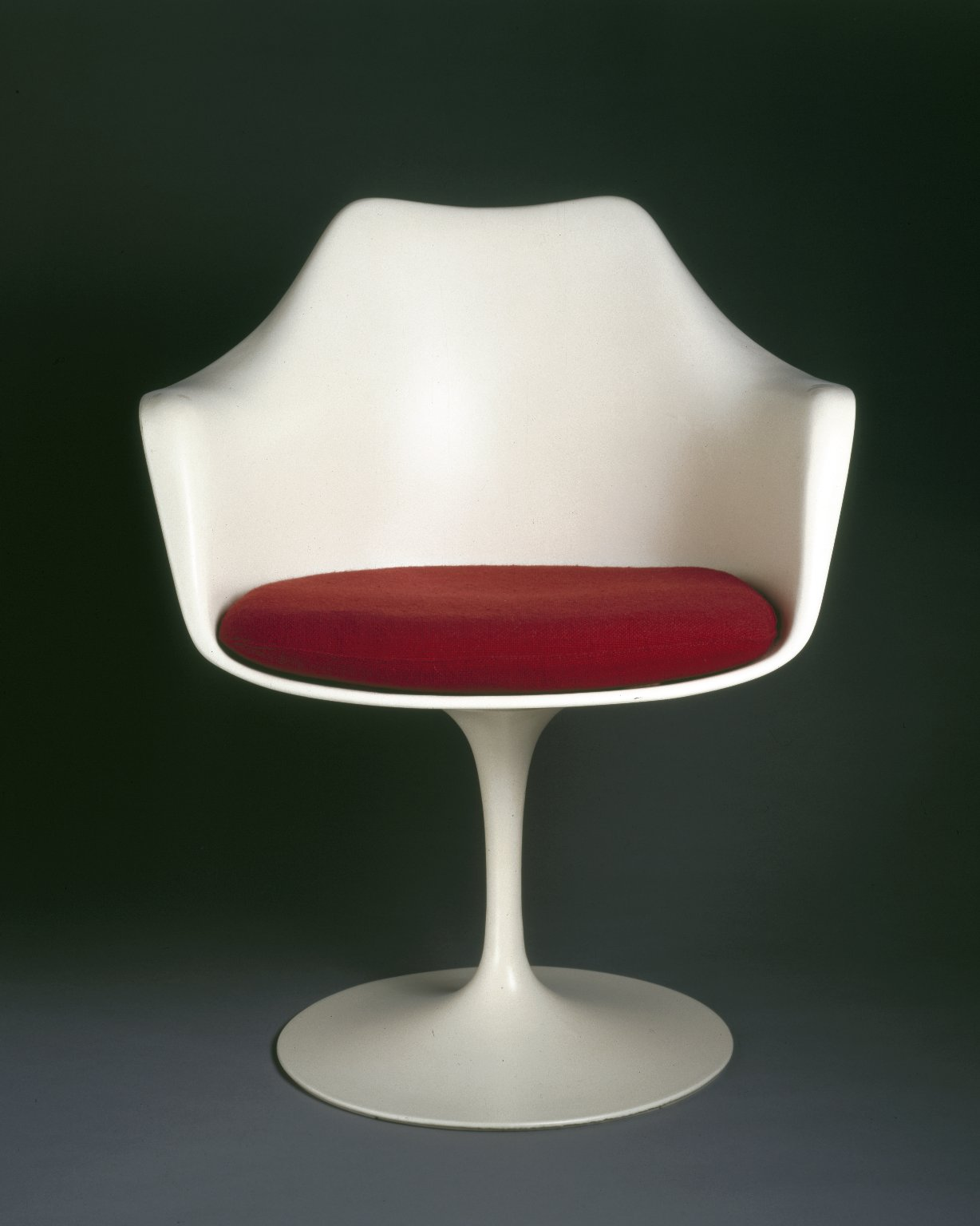
Galette d'assise amovible sur un siège contemporain, Finlande, 1956.
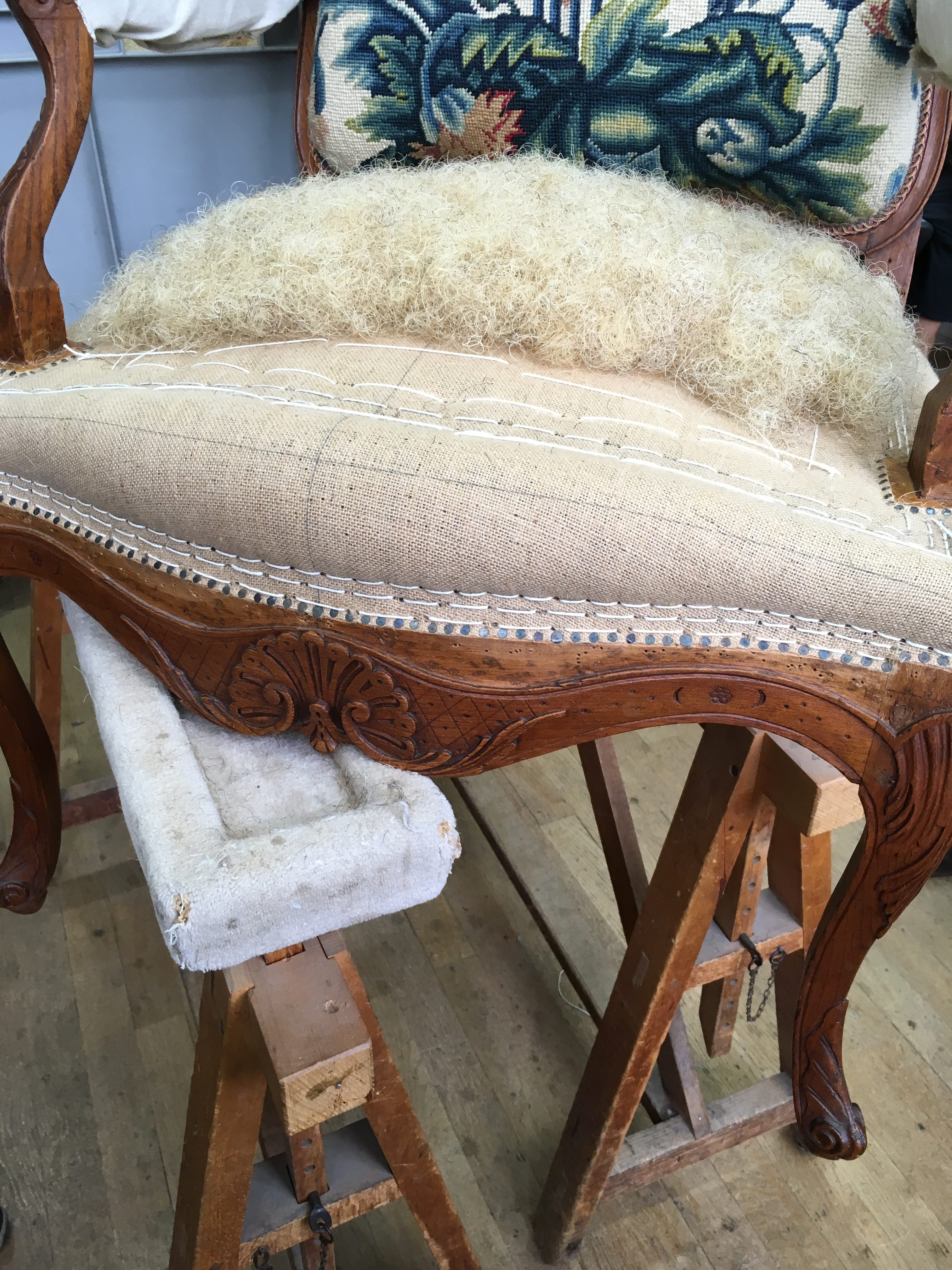
Assise rembourrée d'un fauteuil en cours de fabrication ou de réfection.
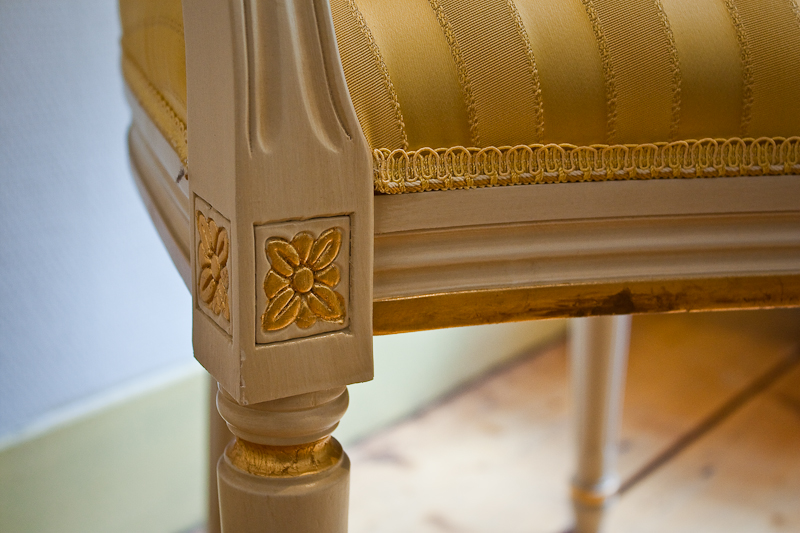
Assise rembourrée d'un fauteuil, détail du galon de passementerie dissimulant les clous.
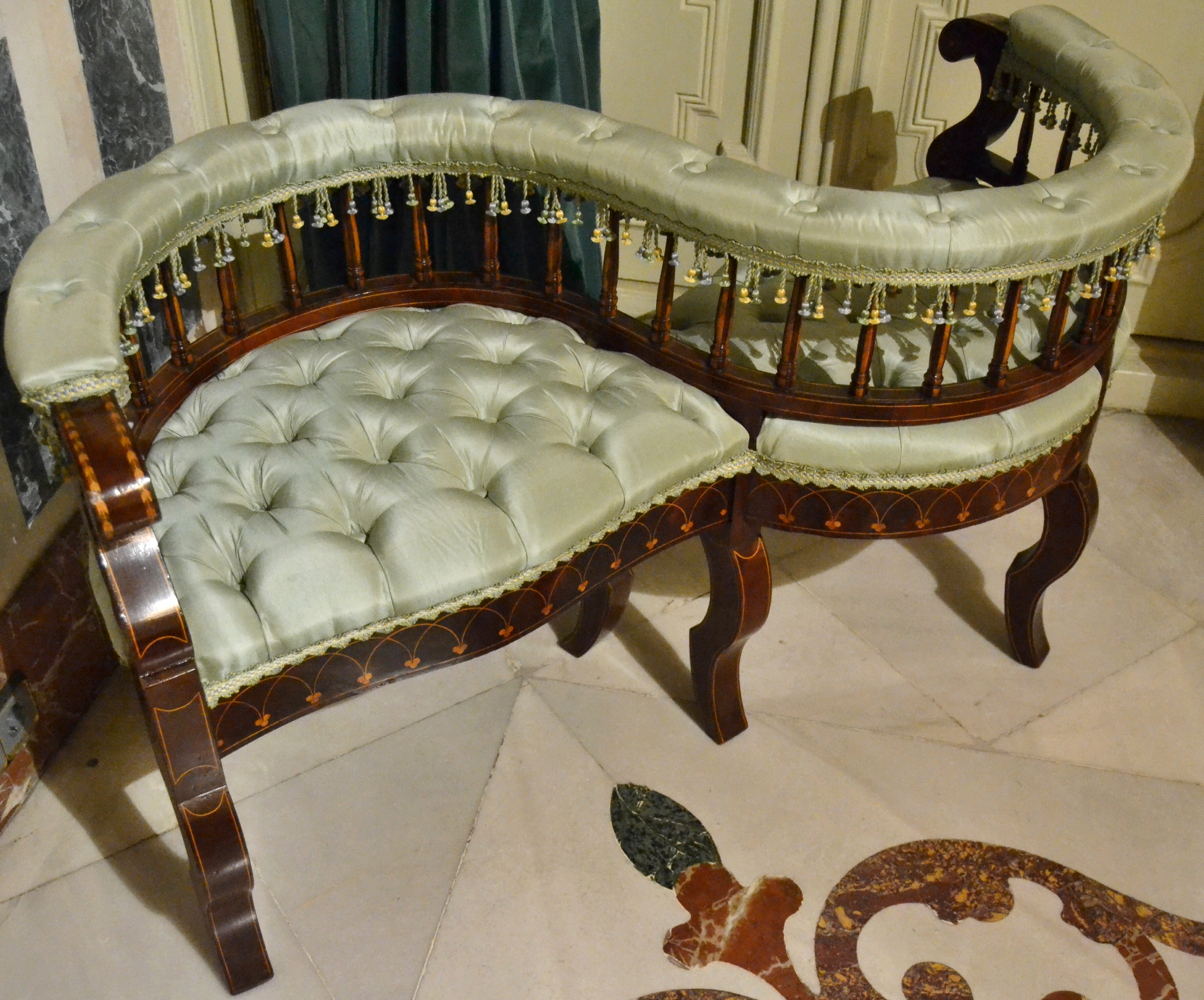
Assise capitonnée d'un siège « indiscret », 19e siècle.